# Un rêveur
Ne doit pas être confondu avec Le Rêveur ou Les Rêveurs.
Un rêveur (titre original : The Dreamer) est une nouvelle de science-fiction d’Alfred Coppel.

## Publications
Entre 1952 et 2014, la nouvelle a été éditée à plusieurs reprises dans des recueils de nouvelles ou des anthologies de science-fiction.

### Publications aux États-Unis
La nouvelle est notamment parue en 1952 sous le titre The Dreamer dans le magazine The Magazine of Fantasy & Science Fiction no 13, avril 1952, puis l'année suivante dans The Best Science Fiction Stories 1953.
Elle a ensuite été régulièrement rééditée dans divers recueils et diverses anthologies.

### Publications en France
La nouvelle est publiée en France :
- dans Fiction Collection n°4, éditions OPTA ;
- dans Fiction n°12, éditions OPTA, novembre 1954 ;
- en 1974 dans le recueil Histoires de cosmonautes (rééditions 1975, 1976, 1984, 1986).

## Résumé
Denby doit être le premier astronaute à marcher sur la Lune. Il attend ce voyage depuis sa plus tendre enfance et en rêve depuis plus de trente ans. D'une parfaite condition spécifique, ayant réalisé les études adéquates, il sait qu'il est le candidat parfait. 
Vient le « grand jour » : il prend place au sein de la fusée spatiale et on lui injecte une drogue qui va le faire dormir durant la phase de lancement. Il se réveillera dans une heure, dans l'espace, en direction de la Lune. Le tir a lieu. 
Lorsqu'il se réveille, Denby est seul dans la cabine, et seul dans l'espace. Il voit la Terre à travers le hublot, la Lune au loin, et le silence des espaces infinis est effrayant. Seul : il est totalement seul. 
« Ce n'était pas comme cela, dans mon rêve », se dit-il alors qu'une angoisse profonde s'empare de lui. D'antiques peurs d'enfance viennent à sa conscience. Il regarde à nouveau vers l'extérieur, la Terre, la Lune, et une terreur sans nom s'empare de lui. Il crie, il hurle à s'en étouffer : et si son rêve était faux ? Pourquoi cette folie d'aller sur la Lune ? Il se réveille soudain. Ce qu'il vient de vivre n'était pas la réalité : la drogue lui avait fait croire qu'il avait quitté la Terre à bord de la fusée, alors qu'en fait il était toujours sur Terre ! 
L'ingénieur-en-chef lui explique qu'il s'agissait du dernier test, d'ordre psychologique, avant le départ : on voulait vérifier s'il était « le bon astronaute » pour aller sur la Lune. Le test a prouvé que tel n'était pas le cas. 
La nouvelle se termine ainsi, par les paroles de l'ingénieur-en-chef : « Voyez-vous, la navigation interplanétaire n'est pas faite pour les solitaires. Non plus que pour les esprits brillants ou les imaginatifs. Ils ne tiendraient pas le coup. Non ! Les étoiles appartiendront aux costauds, aux bêtes de somme. Eux seuls pourront affronter la vraie solitude. Pour eux, elle n'a pas de sens et par suite ne contient pas de terreurs cachées. (…) Le rêve n'est pas fait pour les rêveurs ! ».